# Ina Frolova
Ina Frolova (ukrajinsko Инна Фролова), nekdanja ukrajinska veslačica, * 3. junij 1965, Dnipropetrovsk. 
Frolova je trikrat nastopila na Olimpijskih igrah. Osvojila je dve srebrni olimpijski medalji, eno za Sovjetsko zvezo in eno za Ukrajino.